# Palazzo Lodron
Palazzo Lodron è un edificio di Nogaredo in Vallagarina risalente alla metà del XVI secolo.

## Storia

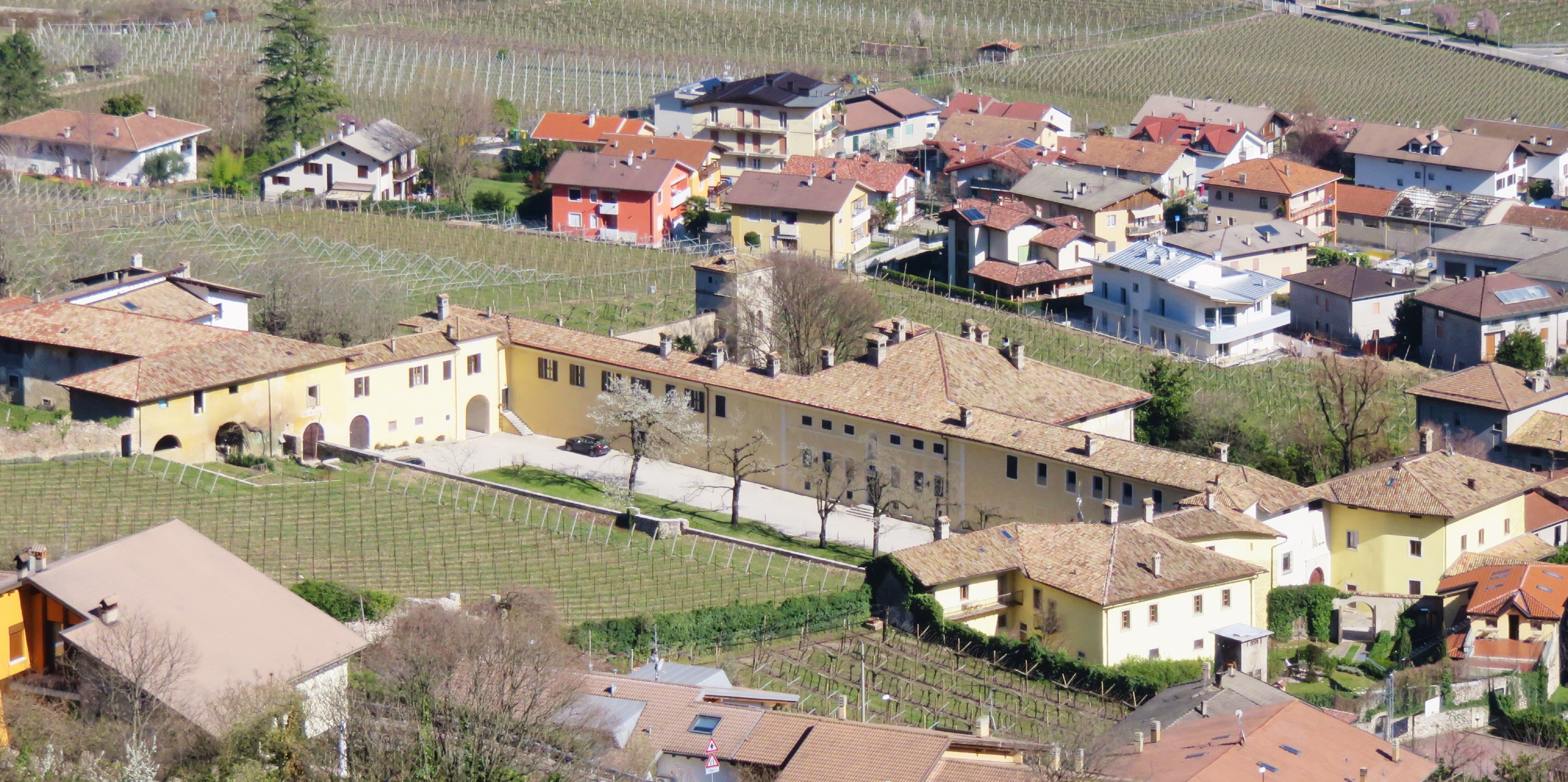
Palazzo Lodron visto da Castel Noarna

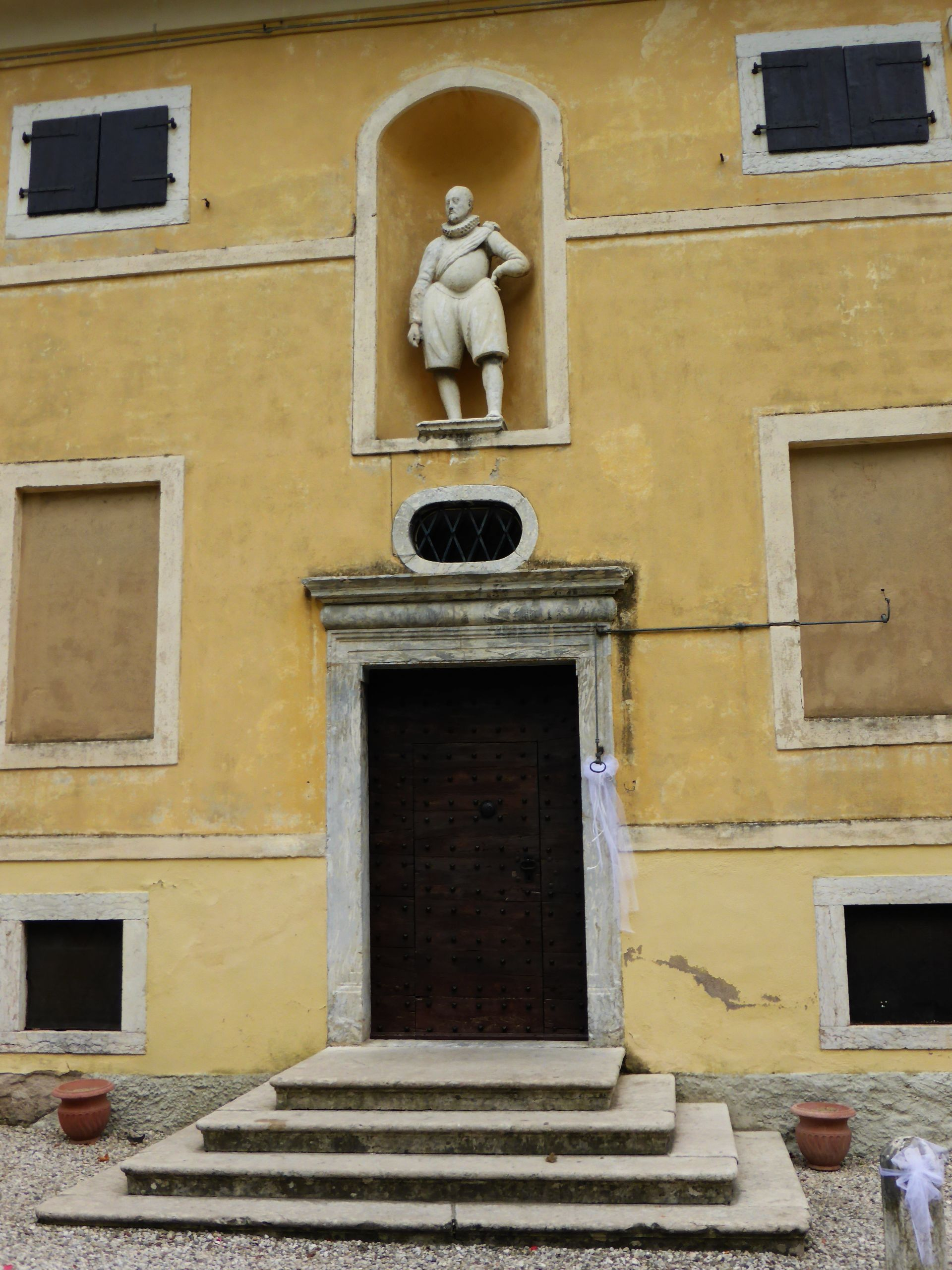
Portale di accesso

Il palazzo venne edificato a partire dalla seconda metà del XV secolo e gli ultimi lavori che diedero alla struttura le forme che ci sono pervenute risalgono al XVII secolo. Fu il principe arcivescovo di Salisburgo Paride Lodron, che era nato nel territorio, ad incaricare l'architetto comasco Santino Solari di completare il palazzo di Nogaredo che era stato edificato due secoli prima. Oltre un secolo dopo la contessa Antonia Lodron conobbe Wolfgang Amadeus Mozart e con lui mantenne rapporti di amicizia. Il compositore dedicò così due sonate, le Sonate Lodron alla contessa. Il palazzo fu a lungo la residenza di una delle famiglie nobiliari più importanti della Vallagarina, i conti Lodron. Nel lungo corpo centrale del palazzo vennero celebrati alcuni dei processi alle streghe nel periodo dal 1646 al 1717. La residenza storica è divenuta una struttura di accoglienza e vi si tengono concerti e manifestazioni culturali.

## Descrizione
Il palazzo si trova nell'abitato di Nogaredo, in Vallagarina (Trentino). Presenta un corpo di fabbrica allungato e basso, con due ali laterali corte che delimitano l'ampio cortile interno. Il portale di accesso è sormontato da una nicchia con statua raffigurante un ufficiale austriaco in armatura, probabilmente il padre del principe vescovo Paride, Nicolò Lodron. Nelle sale si conservano affreschi di Donato Arsenio Mascagni.